# Кубок Шотландії з футболу 1906—1907
Кубок Шотландії з футболу 1906–1907 — 34-й розіграш кубкового футбольного турніру у Шотландії. Титул вп'яте здобув Селтік.

## Перший раунд
| Команда 1                     | Рахунок | Команда 2                  |
| ----------------------------- | ------- | -------------------------- |
| 23 січня 1907                 |         |                            |
| Гіберніан (1)                 | 5:0     | Форфар Атлетік (-)         |
| 26 січня 1907                 |         |                            |
| Абердин (1)                   | 0:0     | Джонстоун (-)              |
| Арброт (-)                    | 1:1     | Квінз Парк (1)             |
| Ейр (2)                       | 2:0     | Ковденбіт (2)              |
| Дамфріс (-)                   | 2:2     | Порт-Глазго Атлетік (1)    |
| Фолкерк (1)                   | 1:2     | Рейнджерс (1)              |
| Гарт оф Мідлотіан (1)         | 0:0     | Ейрдріоніанс (1)           |
| Кілмарнок (1)                 | 1:0*    | Інвернесс Клачнакуддін (-) |
| Максвелтаун Волунтірс (-)     | 1:3     | Грінок Мортон (1)          |
| Партік Тісл (1)               | 0:1*    | Данді (1)                  |
| Рейт Роверз (2)               | 5:1     | Абердин Юніверсіті (-)     |
| Рентон (-)                    | 0:0     | Сент-Бернардс (2)          |
| Терд Ланарк (1)               | 4:1     | Сент-Джонстон (-)          |
| 2 лютого 1907                 |         |                            |
| Артурлі (2)                   | 1:2     | Сент-Міррен (1)            |
| Селтік (1)                    | 2:1     | Клайд (1)                  |
| Ґалстон (-)                   | 2:2*    | Мотервелл (1)              |
| 2 лютого 1907 (перегравання)  |         |                            |
| Квінз Парк (1)                | 4:0     | Арброт (-)                 |
| Порт-Глазго Атлетік (1)       | 2:0     | Дамфріс (-)                |
| Ейрдріоніанс (1)              | 1:2*    | Гарт оф Мідлотіан (1)      |
| Кілмарнок (1)                 | 4:0     | Інвернесс Клачнакуддін (-) |
| Сент-Бернардс (2)             | 1:1     | Рентон (-)                 |
| 9 лютого 1907 (перегравання)  |         |                            |
| Джонстоун (-)                 | 2:1     | Абердин (1)                |
| Ґалстон (-)                   | 2:1     | Мотервелл (1)              |
| Ейрдріоніанс (1)              | 0:2     | Гарт оф Мідлотіан (1)      |
| Партік Тісл (1)               | 2:2     | Данді (1)                  |
| Рентон (-)                    | 2:0     | Сент-Бернардс (2)          |
| 16 лютого 1907 (перегравання) |         |                            |
| Данді (1)                     | 5:1     | Партік Тісл (1)            |

* - результат скасовано, було призначено повторний матч.

## Другий раунд
| Команда 1                     | Рахунок | Команда 2               |
| ----------------------------- | ------- | ----------------------- |
| 9 лютого 1907                 |         |                         |
| Грінок Мортон (1)             | 0:0     | Селтік (1)              |
| Квінз Парк (1)                | 4:1     | Терд Ланарк (1)         |
| Рейт Роверз (2)               | 4:0     | Ейр (2)                 |
| Сент-Міррен (1)               | 4:0     | Порт-Глазго Атлетік (1) |
| 16 лютого 1907                |         |                         |
| Ґалстон (-)                   | 0:4     | Рейнджерс (1)           |
| Гіберніан (1)                 | 1:1     | Джонстоун (-)           |
| Кілмарнок (1)                 | 0:0     | Гарт оф Мідлотіан (1)   |
| 16 лютого 1907 (перегравання) |         |                         |
| Селтік (1)                    | 1:1     | Грінок Мортон (1)       |
| 23 лютого 1907                |         |                         |
| Рентон (-)                    | 1:0     | Данді (1)               |
| 23 лютого 1907 (перегравання) |         |                         |
| Джонстоун (-)                 | 0:5     | Гіберніан (1)           |
| Гарт оф Мідлотіан (1)         | 2:1     | Кілмарнок (1)           |
| Селтік (1)                    | 2:1     | Грінок Мортон (1)       |

## Чвертьфінали
| Команда 1                      | Рахунок | Команда 2             |
| ------------------------------ | ------- | --------------------- |
| 2 березня 1907                 |         |                       |
| Гіберніан (1)                  | 1:1     | Сент-Міррен (1)       |
| 9 березня 1907                 |         |                       |
| Гарт оф Мідлотіан (1)          | 2:2     | Рейт Роверз (2)       |
| Рейнджерс (1)                  | 0:3     | Селтік (1)            |
| Квінз Парк (1)                 | 4:1     | Рентон (-)            |
| 9 березня 1907 (перегравання)  |         |                       |
| Сент-Міррен (1)                | 1:1     | Гіберніан (1)         |
| 23 березня 1907 (перегравання) |         |                       |
| Рейт Роверз (2)                | 0:1     | Гарт оф Мідлотіан (1) |
| Гіберніан (1)                  | 2:0 дч  | Сент-Міррен (1)       |

## Півфінали
| Команда 1                     | Рахунок | Команда 2      |
| ----------------------------- | ------- | -------------- |
| 30 березня 1907               |         |                |
| Селтік (1)                    | 0:0     | Гіберніан (1)  |
| Гарт оф Мідлотіан (1)         | 1:0     | Квінз Парк (1) |
| 6 квітня 1907 (перегравання)  |         |                |
| Гіберніан (1)                 | 0:0     | Селтік (1)     |
| 13 квітня 1907 (перегравання) |         |                |
| Селтік (1)                    | 3:0     | Гіберніан (1)  |

## Фінал
| 20 квітня 1907 15:00 (CET) |

| Селтік (1)            | 3:0      | Гарт оф Мідлотіан (1) |
| --------------------- | -------- | --------------------- |
| Орр (пен.) Сомерс (2) | Протокол |                       |

| Гемпден-Парк, Глазго Глядачів: 50 000 Арбітр: Д.Філліп |